# Liste der Kulturdenkmale in Harbke

Wappen von Harbke

In der Liste der Kulturdenkmale in Harbke sind alle Kulturdenkmale der Gemeinde Harbke (Landkreis Börde) und ihrer Ortsteile aufgelistet. Grundlage ist das Denkmalverzeichnis des Landes Sachsen-Anhalt, das auf Basis des Denkmalschutzgesetzes vom 21. Oktober 1991 erstellt und seither laufend ergänzt wurde (Stand: 31. Dezember 2023).

## Kulturdenkmale nach Ortsteilen

### Harbke
| Lage | Bezeichnung        | Beschreibung | Erfassungs- nummer | Ausweisungsart               | Bild            |
| --- | ------------------ | --- | ------------------ | ---------------------------- | --------------- |
| Am Kraftwerk 1, 2 (Karte) | Kraftwerk          | Kraftwerk In Harbke wurde bereits 1765 Braunkohle abgebaut. Im Jahre 1880 wurde eine Brikettfabrik gebaut, 1909 wurde der Grundstein für das Kraftwerk gelegt. Ab 1917 versorgte das Kraftwerk ein Gebiet von Magdeburg, Stendal, Braunschweig und den Harz mit Strom. Vom Kraftwerk sind das Pförtnerhaus, das Wohnhaus und das 50-kV-Umspannwerk denkmalgeschützt.      | 094 55883          | Baudenkmal                   | Kraftwerk       |
| Morslebener Straße (Karte) | Kraftwerk          | Kraftwerk | 094 55883 004      | Teilobjekt eines Baudenkmals | BW              |
| August-Bebel-Straße 1, 3 (Karte) | Wohnhaus           | Wohnhaus | 094 56209          | Baudenkmal                   | Wohnhaus        |
| August-Bebel-Straße 1, 3, Halberstädter Straße 4, 6, Rudolf-Breitscheid-Platz 1, 2, 3, 4, 5, 6, Runstädter Straße 2 (Karte)         | Platz              | Platz | 094 56207          | Denkmalbereich               | BW              |
| August-Bebel-Straße 2 (Karte) | Gasthof            | Gasthof Das Gasthaus „Goldener Schnabel“ wurde im 18. Jahrhundert erbaut. | 094 56210          | Baudenkmal                   | Gasthof         |
| August-Bebel-Straße, Morslebener Straße (Karte)                                                                                     | Schloss Harbke     | Rittergut Das Rittergut oder „Schloss Harbke“ war in Veltheimscher Besitz von 1308 bis 1945. | 094 56197          | Baudenkmal                   | Weitere Bilder  |
| August-Bebel-Straße 4, Gemarkung Harbke, Flur 1, Flurstücke 87/4, 87/5, 87/8, 87/9, 87/10, 87/11, 87/12, 87/13, 87/14, 87/1 (Karte) | Schloss            | Schloss | 094 56197 001      | Teilobjekt eines Baudenkmals | BW              |
| (Karte) | Park               | Park | 094 56197 002      | Teilobjekt eines Baudenkmals | BW              |
| Waldteil des Parkes, Gemarkung Harbke, Flur 1, Flurstück 500 (Teil) (Karte)                                                         | Ruine              | Ruine | 094 56197 003      | Teilobjekt eines Baudenkmals | BW              |
| August-Bebel-Straße 4 (Karte) | Orangerie          | Orangerie | 094 56197 004      | Teilobjekt eines Baudenkmals | BW              |
| Goethestraße (Karte) | St. Levin          | Kirche Die Kirche St. Levin befindet sich am Rande des Schlossparkes. | 094 56200          | Baudenkmal                   | Weitere Bilder  |
| Goethestraße 1 (Karte) | Pfarrhaus          | Pfarrhaus Das Pfarrhaus befindet sich südlich der Kirche. Kirche und Pfarrhaus sind durch den Mühlgraben getrennt. Erbaut wurde das Gebäude im Jahr 1664. | 094 56202          | Baudenkmal                   | BW              |
| Goethestraße 4 (Karte) | Wohnhaus           | Wohnhaus | 094 56201          | Baudenkmal                   | BW              |
| Goethestraße 6, 8 (Karte) | Schule             | Schule | 094 56204          | Baudenkmal                   | BW              |
| Halberstädter Straße 9 (Karte) | Gasthof            | Gasthof Der Gasthof „Goldener Pudel“ wurde wahrscheinlich im Jahre 1746 erbaut. Es ist eine dreiflügelige Anlage. Das Haupthaus ist ein zweigeschossiges Fachwerkhaus mit einem Satteldach. Die anderen Gebäude sind eingeschossige Fachwerkbauten. Der Gasthof gehörte ursprünglich zum Schlossbezirk, hier schliefen Jagdgäste. Im Jahre 1805 schlief Goethe hier.      | 094 56211          | Baudenkmal                   | BW              |
| Halberstädter Straße 14 (Karte) | Kulturhaus         | Kulturhaus Das Kulturhaus wurde von 1954 bis 1956 im Stil der 1950er Jahre erbaut. Es ist ein Haus mit einem hohen Geschoss und einem Walmdach. Die Fassade ist mit Säulen geschmückt. Im Inneren befinden sich ein Kino, ein Saal für 500 Personen, eine Sauna, eine Gaststätte und eine Kegelbahn. Viele Teile der Innenausstattung sind noch aus der Bauzeit erhalten. | 094 55884          | Baudenkmal                   | Kulturhaus      |
| Halberstädter Straße 16 (Karte) | Wohnhaus           | Wohnhaus Das Haus wurde um 1820/1830 erbaut. Es ist ein zweigeschossiges Fachwerkhaus mit einem Krüppelwalmdach. Im Dach befindet sich ein Zwerchhaus. Der Eingang befindet sich in der Mitte von fünf Achsen. Heute befindet sich hier das Standesamt. | 094 98352          | Baudenkmal                   | BW              |
| Halberstädter Straße 1a, 1b, 1c, 14 (Karte)                                                                                         | Häusergruppe       | Häusergruppe | 094 56218          | Denkmalbereich               | BW              |
| Mühlenstraße 1 (Karte) | Mühle              | Wassermühle | 094 56003          | Baudenkmal                   | BW              |
| Neue Reihe 2 (Karte) | Wohnhaus           | Wohnhaus Laut Inschrift wurde das Haus im Jahr 1784 erbaut. | 094 56215          | Baudenkmal                   | BW              |
| Neue Reihe 7 (Karte) | Wohnhaus           | Wohnhaus Das Haus wurde 1834 erbaut. | 094 56216          | Baudenkmal                   | BW              |
| Rudolf-Breitscheid-Platz (Karte) | Kriegerdenkmal     | Kriegerdenkmal Das Denkmal wurde für die Gefallenen des Krieges 1870/1871 aufgestellt. Auf einem Sockel mit zwei Stufen befindet sich ein Postament mit Inschrift. Darauf steht ein Obelisk. Auf dem Obelisk befinden sich Kanonenkugeln, diese werden bekrönt mit einem Eisernen Kreuz.                                                                                  | 094 56206          | Baudenkmal                   | BW              |
| Rudolf-Breitscheid-Platz 4 (Karte)                                                                                                  | Wohnhaus           | Wohnhaus Das Haus wurde in der zweiten Hälfte des 17. Jahrhunderts erbaut. | 094 56219          | Baudenkmal                   | BW              |
| Rudolf-Breitscheid-Platz 6 (Karte)                                                                                                  | Gerichtsgebäude    | Gerichtsgebäude Das Gerichtsgebäude wird auch Grauer Hof genannt. Hier befand sich früher das Amtsgericht. Das zweigeschossige Gebäude mit Krüppelwalmdach wurde 1610 in Fachwerk erbaut. | 094 56208          | Baudenkmal                   | Gerichtsgebäude |
| Thymiansberg (Karte) | Sankt-Josef-Kirche | Kirche Die katholische Sankt-Josef-Kirche wurde 1913 erbaut. Es ist eine einschiffige Kirche in einem eingezogenen geraden Chor. Am Chor befinden sich Anbauten. Auf dem Satteldach des Schiffes befindet sich ein Dachreiter. | 094 56213          | Baudenkmal                   | Weitere Bilder  |
| Thymiansberg 6 (Karte) | Wohnhaus           | Wohnhaus Das Haus liegt nördlich der katholischen Kirche, daher ist es möglich, dass es ursprünglich mal ein Pfarrhaus mit Gemeindesaal war. Erbaut wurde das Haus im Jahr 1898. Es ist ein zweigeschossiges Haus mit einem Satteldach. Nach Süden hin befindet sich im Dach ein Zwerchhaus.                                                                              | 094 56214          | Baudenkmal                   | BW              |

### Harbke, Autobahn
| Lage                                                 | Bezeichnung                                               | Beschreibung | Erfassungs- nummer | Ausweisungsart                   | Bild           |
| ---------------------------------------------------- | --------------------------------------------------------- | --- | ------------------ | -------------------------------- | -------------- |
| (Karte)                                              | Grenzübergangsstelle und Grenzsicherungsanlage Marienborn | Grenzübergangsstelle Ursprünglich ausschließlich von der sowjetischen Besatzungsmacht betrieben, übernahmen nach der Gründung der DDR ab 1950 die Grenztruppen der DDR verstärkt die Grenzabfertigung auf östlicher Seite. Durch zunehmende politische Spannungen während des Kalten Krieges zwischen den Westalliierten und der Sowjetunion wurden die Grenzabfertigungsanlagen in den Folgejahren verstärkt ausgebaut und die Kontrollmaßnahmen verschärft. | 094 56069          | Denkmalbereich                   | Weitere Bilder |
| am westlichen Rand der Gedenkstätte                  | Grenzübergangsstelle                                      | Grenzübergangsstelle | 094 56069 005      | Teilobjekt eines Denkmalbereichs |                |
| im Süden des engeren Kontrollbereichs                | Grenzübergangsstelle                                      | Grenzübergangsstelle | 094 56069 011      | Teilobjekt eines Denkmalbereichs |                |
| Kontrollbereich, unterirdisch, die Bauten verbindend | Grenzübergangsstelle                                      | Grenzübergangsstelle | 094 56069 030      | Teilobjekt eines Denkmalbereichs |                |
| (Karte)                                              | Wachturm                                                  | Wachturm, Stahlgitterturm an der Autobahn | 094 18841          | Baudenkmal                       | Weitere Bilder |
| (Karte)                                              | Hoheitszeichen                                            | Hoheitszeichen | 094 18843          | Baudenkmal                       | BW             |
| (Karte)                                              | Kontrollposten                                            | Kontrollposten | 094 18862          | Baudenkmal                       | Weitere Bilder |
| (Karte)                                              | Grenzübergangsstelle                                      | Grenzübergangsstelle erstreckt sich auch auf das Gemeindegebiet von Ingersleben | 094 18897          | Baudenkmal                       | Weitere Bilder |
| Autobahn 30                                          | Kaserne                                                   | Kaserne Im Jahr 2023 in das Denkmalverzeichnis eingetragen. | 094 19843          | Baudenkmal                       |                |

## Legende
In den Spalten befinden sich folgende Informationen:
- Lage: Nennt den Straßennamen und wenn vorhanden die Hausnummer des Kulturdenkmals. Die Grundsortierung der Liste erfolgt nach dieser Adresse. Der Link „Karte“ führt zu verschiedenen Kartendarstellungen und nennt die geographischen Koordinaten.
Link zu einem Kartenansichtstool, um Koordinaten zu setzen. In der Kartenansicht sind Baudenkmale ohne Koordinaten mit einem roten bzw. orangen Marker dargestellt und können in der Karte gesetzt werden. Baudenkmale ohne Bild sind mit einem blauen bzw. roten Marker gekennzeichnet, Baudenkmale mit Bild mit einem grünen bzw. orangen Marker.
- Offizielle Bezeichnung: Nennt den Namen, die Bezeichnung oder zumindest die Art des Kulturdenkmals und verlinkt, soweit vorhanden, auf den Artikel zum Objekt.
- Beschreibung: Nennt bauliche und geschichtliche Einzelheiten des Kulturdenkmals, vorzugsweise die Denkmaleigenschaften.
- Erfassungsnummer: Für jedes Kulturdenkmal wird in Sachsen-Anhalt eine 20stellige Erfassungsnummer vergeben. Die letzten zwölf Ziffern werden für die Untergliederung nach Teilobjekten genutzt und werden nur angegeben, soweit vergeben. In dieser Spalte kann sich folgendes Icon  befinden, dies führt zu Angaben zu diesem Baudenkmal bei Wikidata.
- Ausweisungsart: Die Einordnung des Denkmales nach § 2 Abs. 2 DenkmSchG LSA
- Bild: Ein Bild des Denkmales, und gegebenenfalls einen Link zu weiteren Fotos des Kulturdenkmals im Medienarchiv Wikimedia Commons. Wenn man auf das Kamerasymbol klickt, können Fotos zu Kulturdenkmalen aus dieser Liste hochgeladen werden: